# Secteur d'information sur les sols
Un « secteur d'information sur les sols »  (ou « SIS ») est en France une zone géographique concernée par un problème de pollution des sols et/ou de risque minier pour laquelle des études de sol doivent être faites « notamment en cas de changement d'usage du sol » (ou du sous-sol) et pour laquelle un dispositif d'information des acquéreurs du foncier et des locataires concernés est obligatoire. 

L'information sur ces deux types de risques (pollution et risque minier) complètent les informations qui étaient déjà obligatoires sur le risque sismique, le risque technologique qui devaient déjà selon la loi être signifié aux acheteurs et/ou locataires concernés. 

## Enjeux
L'enjeu principal de ce SIS est le « porté à connaissance ». 
Des enjeux connexes sont la protection des biens mobiliers et des personnes et de la santé publique en zone sismique, de risque majeur, de risque technologique, de risque minier et en situation de pollution des sols. 
Le "Secteur d'information sur les sols" entre dans la panoplie des outils de gestion du risque (risque minier et risque sanitaire dans ce cas) de déclinaison de la Convention d'Aarhus et de la Directive Inspire qui visent l'accès de tous et chacun à l'information environnementale. 

Il s'agit aussi d'améliorer la sécurité intérieurede permettre la reconstruction de la ville sur des sites et sols pollués ou des zones à risque, dans de meilleures conditions. 

## Histoire réglementaire
Ces SIS ont été créés par la Loi pour l'accès au logement et un urbanisme rénové (aussi dite Loi Alur). 
Leur mise en place est cadrée par un décret ministériel (no 2015-1353 du 26 octobre 2015, entrant en vigueur le lendemain de sa publication). Ce décret a fait l'objet d'une Consultation publique du 19 mars 2015 au 9 avril 2015 (en application de l'article L. 120-1 du Code de l'environnement (France)).

## Définition et objectifs
Pour la loi française : « ces secteurs comprennent les terrains où la connaissance de la pollution des sols justifie, notamment en cas de changement d'usage, la réalisation d'études de sols et de mesures de gestion de la pollution pour préserver la sécurité, la santé ou la salubrité publiques et l'environnement ». Les typologies possibles de ces mesures de gestion de la pollution seront définies par un arrêté du ministre de l'environnement
Ainsi l'information obligatoire des acquéreurs et des locataires de biens immobiliers  ne se limitera plus seulement aux risques majeurs, mais inclura aussi les « [risques miniers » et liés à « la pollution des sols ».
Sauf dans certains cas précisés par le décret de 2015 l'autorité de police compétente est le maire.

## Contenu
Chaque dossier local de projet de secteurs d'information sur les sols comprendra : 
1. les connaissances de l’État sur la pollution locale des sols (BASIAS, BASOL, plans de gestion des risques, etc.) ;
2. un (ou des) document(s) graphique(s) - à l'échelle cadastrale délimitant le secteur d'information sur les sols.

Ces secteurs SIS ne comprendront pas :
1. Les zones d'installations classées pour la protection de l'environnement
2. les installations nucléaires de base en exploitation ;
3. les parcelles déjà couvertes par des dispositions adaptées en application de l'article L. 515-12 du code de l'environnement.
4. les zones concernées par des « pollutions pyrotechniques » (telles que mentionnées par le chapitre III du titre III du livre VII du code de la sécurité intérieure, qui selon le décret[3] ne sont pas considérées comme des « pollutions des sols au sens des secteurs d'information sur les sols ».

## Utilisations, procédures
Pour « assurer la bonne information des acquéreurs et locataires des terrains situés dans ces secteurs », les « secteurs d'information sur les sols (SIS) seront :
- intégrés à l'état des risques[3] (et il inclut le cas échéant le « plan de prévention des risques miniers » (approuvé ou dont certaines dispositions ont été rendues immédiatement opposables [7]).
- intégrés dans les documents d'urbanisme[3].

Tout projet de construction ou d'aménagement sur un terrain classé en SIS et nécessitant un permis de construire ou un permis d'aménager doit être précédé 1) d’une « étude de sol », et 2) d'une attestation établies par un bureau d'études « certifié dans le domaine des sites et sols pollués ». L'attestation est « obligatoirement jointe aux demandes de permis de construire et d'aménager » ; elle doit confirmer que l'étude de sol a bien été faite et confirmer sa prise en compte dans le projet de construction, dès le « stade de sa conception » ; et elle est « fournie sous l'entière responsabilité du demandeur ».

## Pilotage
Il est préfectoral et départemental : Pour chaque commune concernée, c'est le préfet de département qui arrête : 
1. la liste des risques naturels prévisibles, des risques miniers et des risques technologiques auxquels la commune est exposée sur tout ou partie de son territoire ;
2. la liste des documents auxquels le vendeur ou le bailleur peut se référer : 
a) Dans les zones couvertes par un plan de prévention des risques technologiques approuvé, dans les zones couvertes par un plan de prévention des risques miniers approuvé ou dont certaines dispositions ont été rendues immédiatement opposables en application de l'article L. 562-2 ainsi que dans les zones couvertes par un plan de prévention des risques naturels prévisibles approuvé ou dont certaines dispositions ont été rendues immédiatement opposables en application de l'article L. 562-2, le ou les documents graphiques, le règlement ainsi que la note de présentation de ce plan ; 
b) Dans les zones couvertes par un plan de prévention des risques technologiques, par un plan de prévention des risques miniers ou par un plan de prévention des risques naturels prévisibles prescrit, les documents d'information élaborés à l'initiative d'une collectivité publique et tenus à la disposition du public, permettant une délimitation et une qualification de phénomènes ; Dans les zones de sismicité mentionnées au 4° de l'article R. 125-23, l'annexe prévue à l'article 4 du décret n° 91-461 du 14 mai 1991 relatif à la prévention du risque sismique ;
Le cas échéant, le ou les arrêtés portant ou ayant porté reconnaissance de l'état de catastrophe naturelle ou technologique sur le territoire de la commune ;
3. la liste des "secteurs d'information sur les sols" en « précisant les parcelles concernées » ;

## Délais d'application et d'opérationnalité
Avant le 1er janvier 2019, les préfets de département doivent utiliser les données dont l'État a connaissance entre le 1er janvier 2016 et le 1er janvier 2019, pour produire une liste nationale, commune par commune, des secteurs d'information sur les solsA. 
« les obligations découlant pour les vendeurs ou les bailleurs des dispositions des I, II et IV de l'article L. 125-5 et de l'article L. 125-7 sont applicables à compter du premier jour du quatrième mois suivant la publication au recueil des actes administratifs dans le département des arrêtés prévus au III de l'article L. 125-5 et au II de l'article L. 125-6. ».
- le préfet soumet pour avis le dossier de projet départemental de création de secteurs d'information sur les sols (et le dossier prévu à l'article R. 125-42) à chaque maire des communes dont tout ou partie du territoire figure dans un projet de SIS (ou, le cas échéant, au président de l'établissement public de coopération intercommunale compétent en matière de plan local d'urbanisme, de documents d'urbanisme en tenant lieu ou de carte communale.  
Le délai de consultation sera de six mois et toute demande de modification du projet de secteur d'information sur les sols doit être accompagnée d'un document justifiant de l'état des sols. L'absence de réponse à la consultation vaut un avis favorable[13].

- une lettre du préfet informe ensuite les propriétaires des terrains concernés par un projet de SIS des modalités de participation du public [14].

- Après les consultations prévues par la loi (article R. 125-44) et la participation du public (article L. 120-1) un arrêté du préfet fixe les secteurs d'information sur les sols (SIS). Il est publié au recueil des actes administratifs du département, et notifié par le préfet aux maires et EPCI concernés. Dans le même temps « L’État reporte les secteurs d'information sur les sols dans un système d'information géographique »  (de même que les sites répertoriés au titre de l'arrêté du 10 décembre 1998 relatif à la création d'une base de données sur les « sites industriels et d'activités de service anciens »[15]). 
Les SIS sont alors « annexés au plan local d'urbanisme ou au document d'urbanisme en tenant lieu ou à la carte communale » et affichés durant un mois dans chaque mairie et au siège des EPCI concernés en tout ou partie.

- Le l de l'article R. 431-16 du code de l'urbanisme et l'article R. 441-8-3 de ce code « sont applicables aux demandes déposées après l'entrée en vigueur du présent décret »[3]. alors que le m de l'article R. 431-16 du code de l'urbanisme et l'article R. 442-8-1 du même code ne seront applicables qu'aux « demandes déposées après la publication au recueil des actes administratifs dans le département des arrêtés prévus à l'article R. 125-45 du code de l'environnement »[3].

## Révision
La liste des SIS est révisée annuellement, dont sur la base des informations remontées par les maires et EPCI aux préfets. Un SIS pourra être créé, modifié ou supprimé à des conditions fixées par la loi  et après une consultation de deux mois . 

## Sites et sols pollués
Si un maître d'ouvrage veut changer l'usage d'un site et/ou sols pollué(s) il définit, le cas échéant sur la base d'une étude de sols (conforme à l'article R. 556-2 du Code de l'environnement, voir ci-dessous), les éventuelles mesures de gestion de la pollution des sols, y compris les eaux souterraines pour assurer la compatibilité entre l'état des sols et la protection de la santé, de la sécurité intérieure et de l'environnement. 

## L'étude de sols
Pour dresser un bon état des lieux, elle comprend des éléments d'Histoire environnementale et d'écologie rétrospective ; dans ce cadre et telle que prévue par la loi une étude de sols prévue au  de l'article L. 556-2 comprend notamment : 
1. les éléments relatifs à l'étude historique, documentaire et mémorielle du site ;
2. les éléments relatifs à la vulnérabilité des milieux ;
3. la liste des parcelles cadastrales concernées ;
4. un plan délimitant l'emprise du site ;
5. une cartographie du site localisant les différentes substances utilisées sur le site ;
6. la présentation des modalités d'échantillonnage ;
7. le détail des mesures, prélèvements, observations et analyses sur les milieux ;
8. un plan de gestion qui définit les mesures permettant d'assurer la compatibilité entre l'état des sols et l'usage futur du site au regard de l'efficacité des techniques de réhabilitation dans des conditions économiquement acceptables ainsi que du bilan des coûts et des avantages de la réhabilitation au regard des usages considérés.

## L'attestation du bureau d'études
Réalisée selon un « modèle » (fixé par arrêté ministériel), elle doit  :
- garantir la réalisation d'une étude de sols (telle que décrite ci-dessus) ;
- garantir la prise en compte des préconisations de cette étude afin d'« assurer la compatibilité entre l'état des sols et l'usage futur du site dans la conception du projet de construction ou de lotissement ».
- être fournie par un bureau d'études « certifié dans le domaine des sites et sols pollués, ou équivalent »[21]. Ce bureau d'étude « peut être le même que celui qui a réalisé l'étude de sols ».

Le certificat d'urbanisme indiquera si le terrain est situé sur un SIS (Site d'information sur les sols) ou sur un site répertorié sur la carte des anciens sites industriels et activités de services ou dans un ancien site industriel ou de service dont le service instructeur a connaissance.